# Iarove, Kameanka
Iarove (în ucraineană Ярове) este un sat în comuna Raihorod din raionul Kameanka, regiunea Cerkasî, Ucraina.

## Demografie
Componența lingvistică a localității Iarove
     Ucraineană (97,74%)
     Rusă (1,13%)
     Belarusă (1,13%)
Conform recensământului din 2001, majoritatea populației localității Iarove era vorbitoare de ucraineană (97,74%), existând în minoritate și vorbitori de rusă (1,13%) și belarusă (1,13%).